# YBN
YBN (skrót od Young Boss Niggas) – amerykański kolektyw hip-hopowy założony przez YBN Nahmira.
7 września 2018 roku YBN wydało swój pierwszy wspólny projekt, YBN: The Mixtape, który zawierał współpracę z Gucci Mane, Wiz Khalifa, Lil Skies, Machine Gun Kelly i Chrisem Brownem.

## Historia
W 2014 roku Nick Simmons, lepiej znany jako YBN Nahmir, poznał się z YBN Almighty Jayem w grze wideo Grand Theft Auto V.
YBN było pierwotnie grupą, w której Nahmir i jego przyjaciele grali w gry wideo, nagrywali filmy i przesyłali je na YouTube oraz transmitowali na Twitchu. W 2015 roku Nahmir i Almighty Jay ostatecznie postanowili nagrać piosenkę freestyle. Piosenka została zatytułowana „Hood Mentality”, była pierwszą piosenką obu artystów i początkiem odchodzenia grupy od gier wideo w kierunku muzyki. W 2015 roku członek ekipy YBN Valley zmarł na atak serca.
18 września 2017 roku ukazał się debiutancki singel Nahmira „Rubbin Off the Paint”. Singel zawierał produkcję Izaka i stał się bardzo popularny, osiągając 46 miejsce na liście Billboard Hot 100. Nahmir wykorzystał sukces piosenki, aby przenieść się do Los Angeles w Kalifornii i pomóc kolegom z kolektywu również przenieść się do Los Angeles, wtedy po raz pierwszy spotkali się.
Koledzy Nahmira z kolektywu wkrótce również zaczęli wydawać virallowe piosenki, choć żadna z nich nie została odnotowana na listach przebojów.
YBN Nahmir i YBN Glizzy spotkali potem Cordae Amari Dunstona, lepiej znanego jako YBN Cordae, w 2017 roku. Chociaż Cordae nie grał w gry wideo, rapował dłużej niż jakikolwiek inny członek YBN i był starszy niż reszta kolektywu. Postanowił formalnie dołączyć do ekipy w 2018 roku, a w maju 2018 roku wydał remiks utworu „My Name Is” Eminema, który szybko stał się popularny. Następnie wydał swój przełomowy singel „Old Niggas”, remiks piosenki „1985” J. Cole’a.
Grupa ogłosiła swoją pierwszą światową trasę koncertową w lipcu 2018 roku, zaplanowaną na jesień 2018 roku. Pierwszy projekt grupy, zatytułowany YBN: The Mixtape, w którym wystąpili Nahmir, Almighty Jay i Cordae, został ogłoszony w sierpniu 2018 roku i wydany 7 września 2018 roku. Zawierał single „Rubbin Off The Paint”, „Bounce Out With That”, „Chopsticks”, „Bread Winners” oraz „Kung Fu”.
6 sierpnia 2020 roku Nahmir ogłosił na Twitterze, że kolektyw został oficjalnie rozwiązany.

## Byli członkowie
YBN składało się z trzech głównych członków:
- YBN Nahmir
- Cordae
- YBN Almighty Jay

## Dyskografia

### Mixtape’y
| Tytuł            | Informacje                                                                          | Pozycje na listach | Pozycje na listach | Pozycje na listach | Pozycje na listach | Certyfikaty   |
| Tytuł            | Informacje                                                                          | USA                | USA R&B/HH         | USA Rap            | KAN                | Certyfikaty   |
| ---------------- | ----------------------------------------------------------------------------------- | ------------------ | ------------------ | ------------------ | ------------------ | ------------- |
| YBN: The Mixtape | - Wydany: 7 września 2018 - Wytwórnia: Atlantic, Art@War - Format: Digital download | 21                 | 13                 | 12                 | 19                 | - RIAA: Złoto |